# Marc Garcia (radio)
Pour les articles homonymes, voir Marc Garcia et García.
Marc Garcia est un homme de radio français né le 30 décembre 1950 et mort le 15 février 2005  à Paris.

## Biographie
Ancien élève de l’Institut des hautes études cinématographiques (IDHEC), il fera finalement carrière dans le monde radiophonique. Au début des années 70, il crée le nouvel habillage d’antenne de RMC avec Michel Berger et Jean-Michel Jarre. Il passe à la réalisation sur Europe 1 avec l’émission Campus aux côtés de Michel Lancelot.
Il réalisera ensuite de nombreuses émissions sur Europe 1, dont Pogo avec Alain Maneval, ou Radio Libre avec François Jouffa.
En 1986, il prend la direction d’antenne d’Europe 2 dont il est l’un des fondateurs. Il rejoint Radio France en 1994 en tant que responsable de la programmation musicale de France Inter. En 1996, il participe à l’élaboration du projet Alpha qui deviendra Le Mouv’. Il dirigera la station jusqu’en 2003, date à laquelle il devient directeur des programmes de la Cityradio et directeur adjoint du réseau France Bleu.
Jean-Marie Cavada dira de lui : 

« De Europe 1, puis Europe 2 qu'il a créé, à France Inter, au Mouv' puis à la CityRadio, Marc Garcia est de ceux qui ont le plus marqué l'évolution de la radio des dernières décennies. Imaginatif, créatif, ouvert aux autres, il a tracé la route de bon nombre de jeunes professionnels et de talents qui lui doivent beaucoup. Je veux saluer ici le talent exceptionnel d'un homme de radio visionnaire. Homme de valeurs, d'exigence, de rigueur et de discrétion Marc Garcia a toujours fédéré autour de lui les meilleures équipes. Sa gentillesse, son extrême sensibilité, sa disponibilité et sa générosité en faisaient un compagnon de travail rare qui restera dans nos mémoires. »